# コイロス

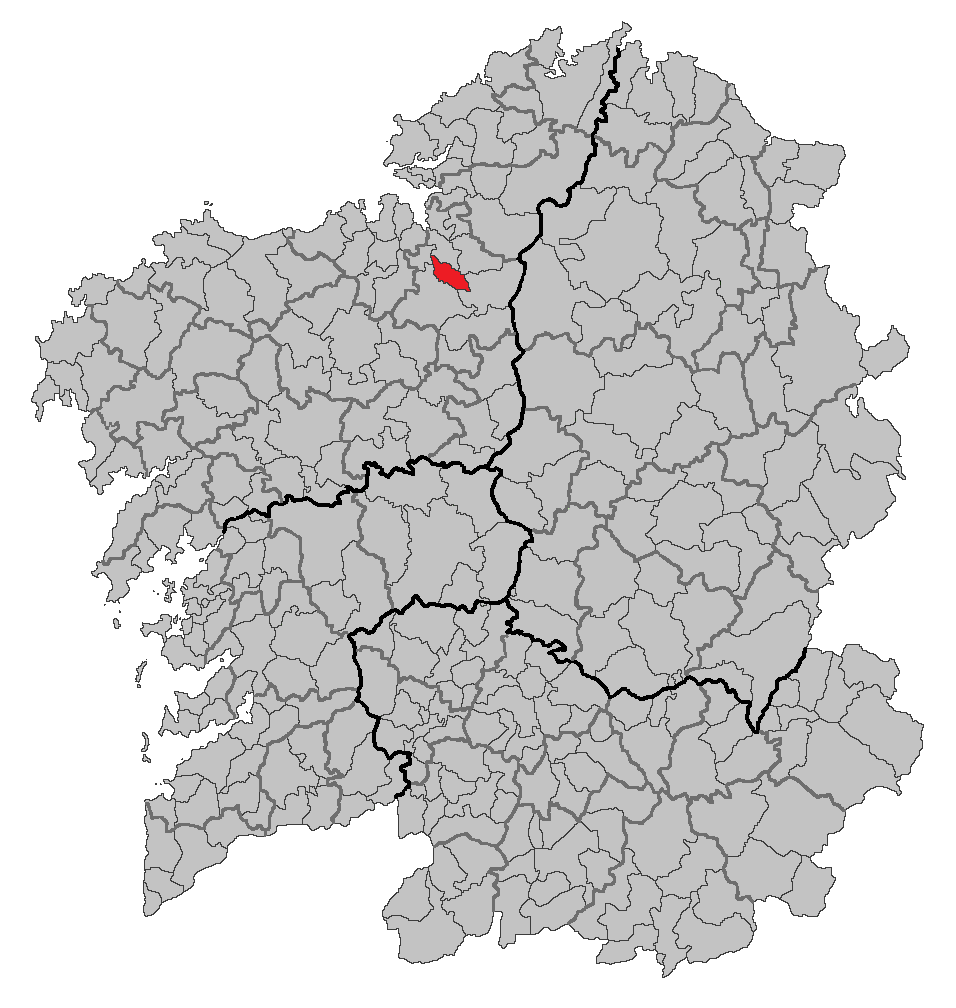

コイロス（Coirós）は、スペイン、ガリシア州、ア・コルーニャ県の自治体。コマルカ・デ・ベタンソスに属する。ガリシア統計局によると、2011年の人口は1,771人（2010年：1,722人、2009年：1,713人、2008年：1,713人、2007年：1,660人、2006年：1,654人、2005年：1,654人、2004年：1,650人、2003年：1,602人）である。
ガリシア語話者の自治体住民に占める割合は98.05％（2001年）。

## 地理
コイロスはア・コルーニャ県の北東部に位置し、コマルカ・デ・ベタンソスに属する。北はパデルネとイリショーアと、東から南にかけてはアランガと、南から西にかけてはオサ・ドス・リオスと、北西はベタンソスと隣接している。
コイロスはベタンソス司法管轄区に属す。

### 人口
| コイロスの人口推移 1900－2010                           |
|                                                         |
| 出典:INE（スペイン国立統計局）1900年 - 1991年、1996年 - |

## 政治
自治体首長はガリシア国民党（PPdeG）のフランシスコ・キンテーラ・レケイホ（Francisco Quintela Requeijo）、自治体評議員はガリシア国民党：7、ガリシア民族主義ブロック（BNG）：1となっている（2011年5月22日の自治体選挙結果、得票順）。
| 1999年6月13日自治体選挙 |        |        |          |
| 政党                    | 得票数 | 得票率 | 獲得議席 |
| PPdeG                   | 878    | 72.56% | 7        |
| PSdeG-PSOE              | 176    | 14.55% | 1        |
| BNG                     | 140    | 11.57% | 1        |

| 2003年5月25日自治体選挙 |        |        |          |
| 政党                    | 得票数 | 得票率 | 獲得議席 |
| PPdeG                   | 1,000  | 78.31% | 8        |
| BNG                     | 172    | 13.47% | 1        |
| PSdeG-PSOE              | 90     | 7.05%  | 0        |

| 2007年5月27日自治体選挙 |        |        |          |
| 政党                    | 得票数 | 得票率 | 獲得議席 |
| PPdeG                   | 882    | 68.80% | 7        |
| BNG                     | 251    | 19.58% | 1        |
| PSdeG-PSOE              | 138    | 10.76% | 1        |

| 2011年5月22日自治体選挙 |        |        |          |
| 政党                    | 得票数 | 得票率 | 獲得議席 |
| PPdeG                   | 948    | 75.18% | 8        |
| BNG                     | 214    | 16.97% | 1        |
| PSdeG-PSOE              | 71     | 5.63%  | 0        |

## 教区
コイロスは6の教区に分けられている。
- アルメア（サン・ビセンテ）
- コイロス（サン・シュリアン）
- コラントレス（サン・サルバドール）
- サンタ・マリーア・デ・オイス（サンタ・マリーア）
- サンタ・マリーニャ・デ・レサ（サンタ・マリーニャ）
- サンティアーゴ・デ・オイス（サンティアーゴ）